# Грб Прњавора
Грб Прњавора је званични грб српске општине Прњавор. Грб је усвојен 2005. године.
Симбол општине има облик средњовјековног штита са припадајућим садржајем који подсјећа на старе амблеме општина из комунистичког времена.

## Опис грба
Грб Прњавора је раздијељен златном гредом, горе у свијетлоплавом пољу је плава планина, доље у плавом пољу су свјетлоплаве валовите нити. Преко свега је златни сноп жита између двеју златних потковица са лијева и десна, те златног грчког тролисног крста горе и црне фонтане са свијетлоплавим водоскоком доље.
Штит је постављен у златно обрубљену црвену картушу са златно исписаним именом општине у заглављу: „Прњавор“.